# 弹巢

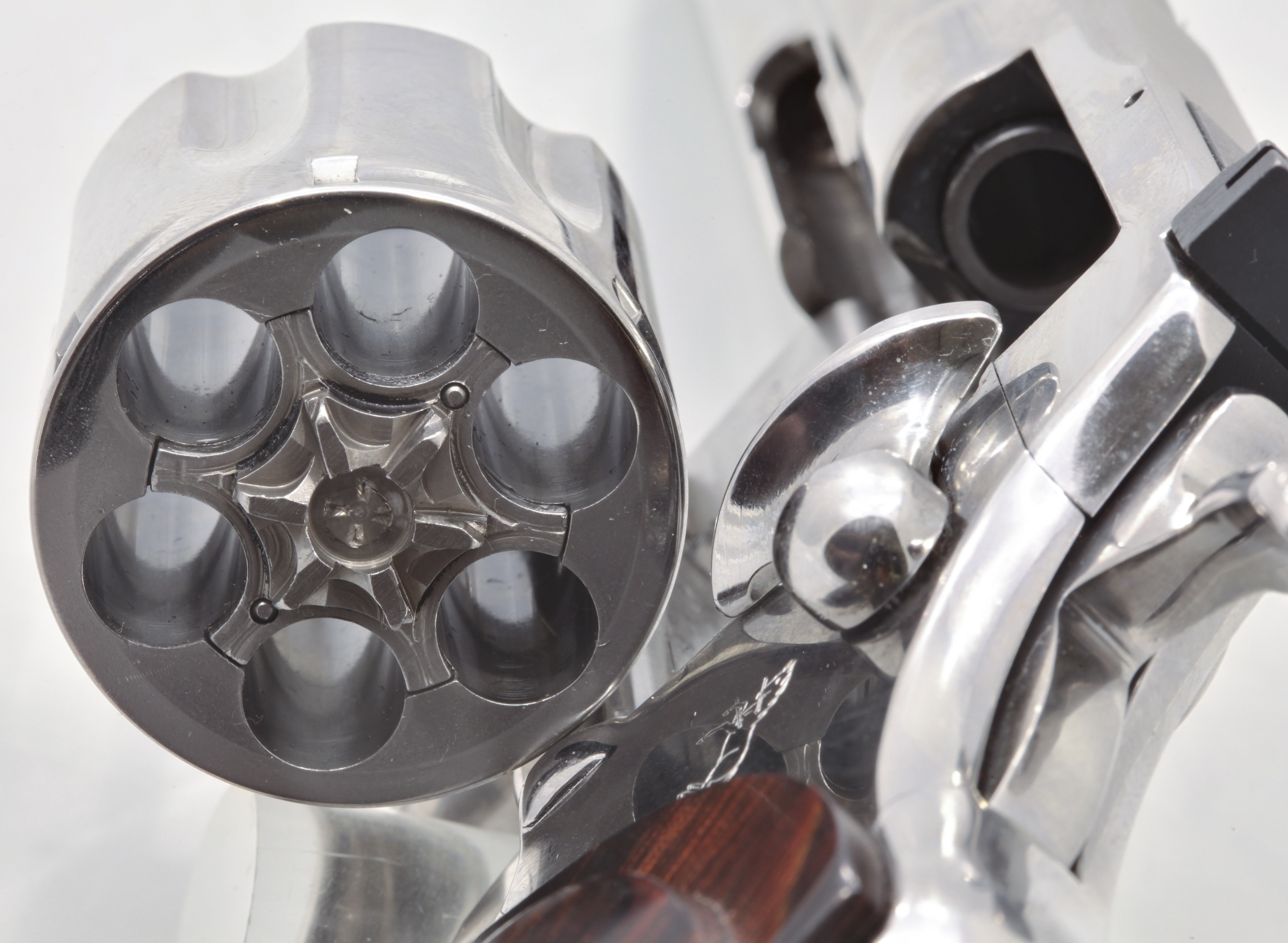
柯尔特蟒蛇的弹巢

彈巢（英語：cylinder）是轉輪手槍中可旋轉的部分，通常是圓柱形，但也有些特殊型號（比如齊亞帕“犀牛”）是六角柱形，外圍常常切有凹槽來減低重量。彈巢的功能與彈倉相似，包含多個（通常六個）膛室，每個膛室內可以塞入單發子彈，在射擊時其中一個膛室會與槍管對齊。彈巢通過圍繞其中心軸旋轉一定角度（如六膛室的彈巢會每次旋轉60°），可以讓各個膛室依次對準槍管，來實現多次射擊。在重新向膛室內裝填新彈藥時，現代轉輪手槍的彈巢通常會向槍體左側擺出（因為絕大部分人是右撇，習慣用右手持槍、左手裝彈），因此絕大部分轉輪武器在漢語中都稱為“左輪”槍。